# Mistrzostwa Polski w Szermierce 2017
Mistrzostwa Polski w Szermierce 2017 – 88. edycja indywidualnie i 77. edycja drużynowych mistrzostw Polski odbyła się w dniach 20-21 maja w Katowicach (szpada), 27-28 maja w Warszawie (szabla), 27-28 maja w Toruniu (floret)

## Medaliści

### kobiety
| Konkurencja:            | Złoto:                                                                                        | Srebro:                                                                                          | Brąz:                                                                                          |
| Medalistki indywidualne |                                                                                               |                                                                                                  |                                                                                                |
| floret                  | Martyna Synoradzka (AZS-AWF Poznań)                                                           | Marta Łyczbińska (Budowlani Toruń)                                                               | Hanna Łyczbińska (AZS-UAM Poznań) Martyna Jelińska (Budowlani Toruń)                           |
| szabla                  | Marta Puda (TM Sosnowiec)                                                                     | Martyna Komisarczyk (AZS AWF Warszawa)                                                           | Małgorzata Kozaczuk (AZS AWF Warszawa) Matylda Ostojska (AZS AWF Warszawa)                     |
| szpada                  | Aleksandra Zamachowska (Wisła Kraków)                                                         | Jagoda Zagała (Piast Gliwice)                                                                    | Anna Mroszczak (KS Szpada Wrocław) Barbara Rutz (KS Szpada Wrocław)                            |
| Medalistki drużynowe    |                                                                                               |                                                                                                  |                                                                                                |
| floret drużynowo        | Budowlani Toruń Marta Hausman Karolina Żurawska Martyna Jelińska Marta Łyczbińska             | KS AZS-UAM Poznań Marika Chrzanowska Julia Chrzanowska Hanna Łyczbińska Julia Walczyk            | AZS AWF Poznań Katarzyna Lachman Martyna Synoradzka Aleksandra Wieczorek Małgorzata Wojtkowiak |
| szabla drużynowo        | AZS AWF Warszawa Małgorzata Kozaczuk Matylda Ostojska Martyna Komisarczyk Patrycja Pałczyńska | O.Ś. AZS Poznań Katarzyna Kędziora Bogna Jóźwiak Gabriela Drygała Michalina Kostrzewa            | ZKS Sosnowiec Karolina Cieślar Karolina Walczak Angelika Wątor                                 |
| szpada drużynowo        | AZS AWF I Warszawa Magdalena Gajowniczek Magdalena Pawłowska Magdalena Piekarska Kamila Pytka | AZS AWF I Katowice Danuta Dmowska-Andrzejuk Karolina Mrochem Martyna Swatowska Aleksandra Szklar | Wisła Kraków Renata Knapik-Miazga Magdalena Kruk Natalia Krzemińska Aleksandra Zamachowska     |

### mężczyźni
| Konkurencja:           | Złoto:                                                                                | Srebro:                                                                                        | Brąz:                                                                                     |
| Medaliści indywidualni |                                                                                       |                                                                                                |                                                                                           |
| floret                 | Leszek Rajski (Wrocławianie)                                                          | Michał Siess (Fundacja Gdańska Szkoła Floretu)                                                 | Bartosz Cegielski (AZS-AWF Poznań) Michał Janda (AZS AWFiS Gdańsk)                        |
| szabla                 | Jakub Ociński (AZS AWF Katowice)                                                      | Damian Dzwoniarski (KKSz Konin)                                                                | Grzegorz Dominik (Zagłębiowski Klub Szermierczy) Mikołaj Grzegorek (MUKS VICTOR Warszawa) |
| szpada                 | Karol Kostka (AZS AWF Kraków)                                                         | Mateusz Nycz (Piast Gliwice)                                                                   | Mateusz Antkiewicz (AZS AWF Katowice) Daniel Marcol (KS Szpada Wrocław)                   |
| Medaliści drużynowi    |                                                                                       |                                                                                                |                                                                                           |
| floret drużynowo       | Wrocławianie I Andrzej Rządkowski Maxime Tarasiewicz Leszek Rajski Paweł Szumielewicz | Fundacja Gdańska Szkoła Floretu Radosław Glonek Krystian Gryglewski Michał Siess Piotr Sobczak | AZS AWF Gdańsk Piotr Borowiec Michał Janda Piotr Janda Mikołaj Rudnicki                   |
| szabla drużynowo       | MUKS VICTOR Warszawa Cezary Białecki Jakub Broniszewski Mikołaj Grzegorek Adam Sęczek | KKSz Konin Damian Dzwoniarski Jakub Kacprzak Adrian Stanisławski Stanisław Świerk              | ZKS Sosnowiec Tomasz Dominik Grzegorz Dominik Michał Kochan Krzysztof Kaczkowski          |
| szpada drużynowo       | Legia Warszawa Seweryn Brzozowski Artiom Gripas Tomasz Szczepanowski Rafał Szwalbe    | AZS AWF Kraków Radosław Zawrotniak Karol Kostka Jan Sobiecki                                   | KS Szpada Wrocław Maciej Bielec Daniel Marcol Jerzy Nawrocki Michał Opałka                |